# Steve's Music
 (juillet 2025).
Steve's Music Store ou Magasin de musique Steve's est une chaîne de magasins de musique situés à Montréal, Toronto, Ottawa, Greenfield Park et Dollard-des-Ormeaux au Canada.

## Historique
Le premier magasin est fondé en mai 1965 à Montréal par Steven Kirman qui n'avait que 18 ans. Situé sur l'actuelle rue Saint-Antoine, le magasin s'est agrandi progressivement sur la presque totalité du pâté de maisons entre la rue Saint-Urbain et le boulevard Saint-Laurent.
En octobre 1977, le magasin de Toronto ouvre ses portes et permet aux acheteurs d'essayer les instruments avant de les acheter, chose peu commune dans cette région à l'époque.
Le 3 mars 2012, le fondateur Steven Kirman meurt à l'Hôpital général de Montréal à l'âge de 65 ans à la suite d'une brève maladie. Depuis, la compagnie est dirigée par son fils, Michael Kirman.
Le 15 mai 2025, le magasin de musique Steve's a célébré son 60e anniversaire.